# ستار وارزباتلفرونت: رينيديد سكوادرن
ستار وارزباتلفرونت: رينيديد سكوادرن (بالإنجليزية: Star Wars Battlefront: Renegade Squadron)‏ ، هي لعبة فيديو إلكترونية من نوع تصويب منظور الشخص الثالث، صدرت إلى الأسواق في شهر أكتوبر سنة 2007م، وتعمل حصراً لنظام بلاي ستيشن بورتبل.